# 석바위어린이도서관
석바위어린이도서관은 인천광역시 미추홀구에 있는 공립 도서관이다.

## 연혁
- 2009년 9월 16일 개관.